# مارثا مانسفيلد
مارثا مانسفيلد (بالإنجليزية: Martha Mansfield)‏ هي راقصة وعارضة وممثلة أمريكية، ولدت في 14 يوليو 1899 بنيويورك في الولايات المتحدة، وتوفيت في 30 نوفمبر 1923 بسان أنطونيو في الولايات المتحدة.

## وصلات خارجية
- مارثا مانسفيلد على موقع IMDb (الإنجليزية)
- مارثا مانسفيلد على موقع أول موفي (الإنجليزية)
- مارثا مانسفيلد على موقع قاعدة بيانات برودواي على الإنترنت (الإنجليزية)
- مارثا مانسفيلد على موقع قاعدة بيانات الأفلام السويدية (السويدية)
- مارثا مانسفيلد على موقع قاعدة بيانات الفيلم (الإنجليزية)
- مارثا مانسفيلد على موقع كينوبويسك (الروسية)